# Incoterms
Incoterms (z anglického International Commercial Terms) je soubor mezinárodních pravidel pro výklad nejběžněji používaných obchodních doložek v zahraničním obchodě.
Incoterms vznikly v roce 1936 v Paříži, Mezinárodní obchodní komora je vydala za účelem odstranění problémů spojených s rozdílností obchodního práva v různých zemích. Protože mezinárodní obchod procházel velkými změnami, byly v letech 1953, 1967, 1976, 1980, 1990, 2000, 2010 a 2020 upraveny tak, aby vyhovovaly aktuálním požadavkům. Aktuální, deváté vydání, je v platnosti od 1. ledna 2020.
Zabývají se vztahy vyplývajícími z kupní smlouvy, povinnostmi při celním odbavení, balení zboží čí přebírání dodávky. Přestože Incoterms byly vždy určeny pro mezinárodní obchod, používají se někdy i v rámci smluv při vnitrostátních obchodních transakcích. Základním mýtem, se kterým se setkává podnikatelská praxe, je myšlenka přímé vazby doložky INCOTERMS na přepravní smlouvu. Chyba spočívá v tom, že samotné začlenění takovéhoto ustanovení (tj. doložky INCOTERMS) bývá zpravidla obsahem kupní smlouvy a povinnosti z ní vyplývající váží prodávajícího a kupujícího. Úlohu INCOTERMS použitých v konkrétní kupní smlouvě lze tedy ve vztahu k přepravní smlouvě charakterizovat jako návod na postup pro stranu povinnou přepravu obstarat.

## Aktuální doložky Incoterms
Ve verzi z roku 2020 obsahují Incoterms 11 doložek. Ty se dělí do dvou hlavních skupin podle způsobu přepravy – podmínky použitelné pro všechny druhy přepravy a podmínky použitelné pouze pro námořní přepravu. V praxi se však ale stále mohou používat i doložky z předchozích verzí INCOTERMS.

## Doložky pro všechny druhy přepravy

### EXW (Ex Works) – ze závodu (ujednané místo dodání)
Nejkratší dodací parita, u které má prodávající minimální povinnosti. Jeho jedinou povinností je dát zboží k dispozici kupujícímu ve svém závodě, není tedy zodpovědný ani za jeho nakládku na dopravní prostředky kupujícího. Kupující je povinen obstarat veškeré formality spojené s vývozem zboží ze země a nese veškeré náklady a rizika od okamžiku obdržení zboží. Z důvodu délky parity je možné její doplnění, například na EXW loaded. Podle té je prodávající zodpovědný za nakládku zboží.

### FCA (Free Carrier) – vyplaceně dopravci (ujednané místo dodání)
Prodávající splní své povinnosti dodáním celně odbaveného zboží pro vývoz dopravci, kterého určil kupující, na sjednané místo. Toto místo dodání je rozhodující pro určení odpovědnosti za nakládku zboží. Pokud dochází k dodávce v místě objektu prodávajícího, zodpovídá za nakládku prodávající. Pokud ale k dodávce dochází v jakémkoli jiném místě, prodávající za nakládku odpovědný není. V případě, že kupující jmenuje k převzetí zboží jinou osobu než dopravce, splní prodávající své povinnosti dodáním zboží této osobě.

### CPT (Carriage Paid To) – přeprava placena do (ujednané místo určení)
Prodávající vyřizuje formality spojené s vývozem zboží a formality nutné pro přepravu přes tranzitní země. Dále vybírá dopravce, uzavírá s ním přepravní smlouvu a hradí výlohy spojené se zbožím až do místa určení. Zboží dodává dopravci nebo jiné osobě jmenované prodávajícím na sjednané místo, pokud bylo nějaké dohodnuto smluvními stranami. Při realizaci přepravy je možné využít i více druhů dopravy. Rizika přecházejí dříve než výlohy, a to v momentě předání zboží prvnímu dopravci. Kupující nese nebezpečí ztráty a poškození zboží i jakékoli dodatečné náklady vzniklé po dodání zboží dopravci. Dovozní licenci či jiné povolení a všechny formality spojené s dovozem zboží zajišťuje kupující. Použití této doložky je tak výhodné při obchodování s rizikovějšími teritorii.

### CIP (Carriage and Insurance Paid to) – přeprava a pojištění placeno do (ujednané místo určení)
Doložka je podobná jako CPT, rozdíl je v přepravním pojištění, které musí na vlastní náklady obstarat prodávající. Toto pojištění kryje rizika od bodu dodání až do jmenovaného místa určení. Pojištění musí být sjednáno u pojišťovny dobré pověsti a prodávající je povinen předat kupujícímu pojistku či jiný doklad potvrzující pojistné krytí, jež opravňuje kupujícího nebo jinou zainteresovanou osobu nárokovat náhradu škody u pojišťovny (pojistitele). Pokud není dohodnuto jinak, pojistí prodávající zboží v souladu s minimálním rozsahem pojistného krytí. Zboží má být pojištěno minimálně tak, aby krylo cenu sjednanou v kupní smlouvě zvýšenou o 10 % (tj. na 110 %) a pojistka má být sjednána v měně kontraktu. Využití doložky je vhodné u moderních způsobů přepravy, např. u kontejnerové nebo roll-on/roll-off.

### DAP (Delivered At Place) – s dodáním do určitého místa
Doložka je určena pro všechny druhy přepravy včetně přepravy kombinované. Výlohy a rizika přecházejí z prodávajícího na kupujícího ve sjednaném místě. Prodávající splní dodání zboží v momentě jeho předání kupujícímu na příchozím dopravním prostředku a připravené k vykládce. Náklady spojené s vykládkou zboží nese kupující. Pokud ale byly v přepravní smlouvě zahrnuty i náklady spojené s vykládkou zboží v místě určení, není prodávající oprávněn požadovat úhradu těchto nákladů od kupujícího. Kupující obstarává veškeré formality související s dovozem zboží.

### DPU (Delivered At Place Unloaded) – s dodáním do určitého místa včetně vykládky
Parita existuje od verze Incoterms z roku 2020. Prodávající stejně jako u DAP nese náklady a rizika do místa určení, navíc ale zajišťuje a hradí vykládku. V minulé verzi existovala podobná doložka DAT (Delivered At Terminal), k její úpravě došlo, aby bylo jasné, že cílovým místem nemusí být jen terminál, ale jakékoli místo.

### DDP (Delivered Duty Paid) – s dodáním clo placeno (ujednané místo určení)
Jedná se o nejdelší dodací paritu, která obsahuje maximální závazek ze strany prodávajícího. Prodávající nese výlohy a rizika až do určeného místa v zemi dovozu. Prodávající splní dodání v momentě předání zboží kupujícímu na příchozím dopravním prostředku připravené k vykládce. Dále musí zajistit uhrazení odbavení zboží pro dovoz, to znamená, že vyřizuje a platí celní formality, hradí clo, daň z přidané hodnoty a další daně a případné další poplatky spojené s dovozem do země určení. Použití této doložky je riskantní při obchodování se zeměmi, kde je proclívání problematické a časově náročné. Tato doložka by neměla být používána, pokud by prodávající nebyl schopen obdržet dovozní licenci.

## Doložky pro námořní a vnitrozemskou vodní přepravu

### FAS (Free Alongside Ship) – vyplaceně k boku lodi (ujednaný přístav nalodění)
Prodávající splní své povinnosti dodáním zboží k boku lodi v ujednaném přístavu nakládky. Doložka uvádí také možnost, aby prodávající zajistil, že zboží bude odesláno do místa určení sjednaného v kupní smlouvě. Možnost zajistit neboli obstarat dodávku umožňuje obchodovat se zbožím i během námořní dopravy, což je obvyklé zejména při obchodování s hromadným zbožím. Pokud je zboží přepravováno v kontejneru, je vhodnější využít doložku FCA. Za celní odbavení a vyřízení veškerých formalit spojených s vývozem zodpovídá prodávající. Kupující určuje loď a nese veškeré náklady a rizika od okamžiku dodání zboží k boku lodi v ujednaném přístavu.

### FOB (Free On Board) – vyplaceně na loď (ujednaný přístav nalodění)
Jedna z nejstarších doložek používaná u námořní a říční přepravy, u které je nakládka a vykládka zabezpečována pomocí jeřábu. Prodávající splní své povinnosti v okamžiku dodání zboží na palubu lodi v přístavu nakládky, anebo tím, že obstará, že takto dodané zboží bude odesláno do místa určení sjednaného v kupní smlouvě. Prodávající je u FOB povinen dodat zboží na palubu lodi v přístavu nakládky a vybavit odbavení zboží pro vývoz. Kupující vybírá loď a hradí námořní přepravné. Pro moderní způsoby přepravy, například kontejnerovou, je vhodnější použít dodací paritu FCA.

### CFR (Cost and Freight) – náklady a přepravné (ujednaný přístav určení)
U této doložky přecházejí rizika na kupujícího v jiném místě než výlohy. Rizika přecházejí stejně jako u FOB v přístavu nakládky dodáním na palubu lodi, výlohy ale až v přístavu určení. Pokud strany kupní smlouvy nemají v úmyslu využít tradiční lodní dopravu, u které zboží přechází přes zábradlí lodi za pomoci jeřábů, ale moderní způsoby přepravy, například kontejnerovou nebo roll-on/roll-off, je pro ně vhodnější použít dodací paritu CPT.

### CIF (Cost, Insurance and Freight) – náklady, pojištění a přepravné (ujednaný přístav určení)
Výlohy a rizika přecházejí stejně jako u doložky CFR, rizika tedy přecházejí v přístavu nakládky dodáním na palubu lodi a výlohy až v přístavu určení. Navíc je u této doložky prodávající povinen obstarat na vlastní náklady přepravní pojištění. To musí být sjednáno u pojišťovny dobré pověsti a prodávající je povinen předat kupujícímu pojistku nebo jiný doklad potvrzující pojistné kryti, které opravňuje kupujícího nebo jinou zainteresovanou osobu nárokovat škody přímo u pojišťovny. Zboží má být pojištěno minimálně tak, aby krylo cenu sjednanou v kupní smlouvě zvýšenou o 10 % a pojistka má být sjednána v měně kontraktu.

## Zastaralé doložky Incoterms
Tyto položky nejsou zahrnuty v aktuální verzi Incoterms, stále ale mohou být používány, pokud se na tom obě strany dohodnou.

### DAF (Delivered at Frontier) – s dodáním na hranici (ujednané místo)
Doložka DAF stanoví takový vztah mezi kupujícím a prodávajícím, kdy kupující přebírá odpovědnost a rizika spojená se zbožím jakmile bylo dáno k dispozici kupujícímu pro vývoz v ujednaném místě před celní hranicí sousední země. Povinností prodávajícího je kupujícímu poskytnout obvyklý dopravní doklad, skladní list, vydací list, naloďovací potvrzení či jiný podobný doklad. Dále musí zaplatit veškeré celní poplatky, spotřební daně za zboží a to až do okamžiku, kdy ho předává kupujícímu. Tato doložka byla v 8. vydání vypuštěna.

### DAT (Delivered at Terminal) – s dodáním na terminál (ujednaný terminál v přístavu nebo v místě určení)
Doložka je určena pro všechny druhy přepravy včetně přepravy kombinované. Jako terminál může sloužit budova nebo volné prostranství, například nábřeží, překladiště, sklad, kontejnerový terminál, nádraží, letiště a podobně. Prodávající nese výlohy a rizika včetně vykládky zboží až do ujednaného přístavu nebo místa určení. Tato doložka je vhodná pro kontejnerovou přepravu. Její použití je možné i v případě, že je nutné přemístit zboží vyložené z příchozího dopravního prostředku ve vykládacím přístavu dále na překladiště nebo do skladu či kontejnerového depa. Kupující obstarává veškeré formality související s dovozem zboží. Tato doložka byla v 9. vydání vypuštěna a nahrazena doložkou DPU.

### DES (Delivered Ex Ship) – s dodáním z lodi (ujednaný přístav určení)
Doložka DES stanovuje, že kupující přebírá odpovědnost a rizika za doručené zboží v okamžiku, kdy mu prodávající dá zboží k dispozici na palubě lodi ve sjednaném přístavu, na obvyklém vykládacím místě, před jeho vykládkou. Povinností prodávajícího je uvědomit kupujícího včas o předpokládaném dni příjezdu lodi, na níž je zboží naloženo a dodat mu včas konosament, vydací list, osvědčení o původu zboží, konzulární fakturu nebo další potřebné doklady, nebo mu případně poskytnout pomoc při obstarávání dokladů dalších vystavovaných v zemi nalodění či původu. Tato doložka byla v 8. vydání vypuštěna.

### DEQ (Delivered Ex Quay) – s dodáním z nábřeží (ujednaný přístav určení)
Podle doložky DEQ je povinností prodávajícího dát zboží odbavené pro dovoz k dispozici kupujícímu až na nábřeží v ujednaném přístavu určení. Předáním zboží na tomto místě také kupující přebírá rizika spojená s další dopravou do cíle určení. Prodávající nese odpovědnost za dodání zboží až do ujednaného místa, jeho povinností je i obstarat dovozní povolení, nést veškeré výlohy související s celním projednáním, dovozními daněmi a dávkami. Také musí zařídit kupujícímu pořízení dokladů k převzetí zboží a jeho dopravě z nábřeží. Pokud si oba přejí, aby celní formality pro dovoz zajistil kupující, namísto prodávajícího musí být slova clo placeno nahrazena slovy clo neplaceno; doložka má tak dvě varianty. Tato doložka byla v 8. vydání vypuštěna.

### DDU (Delivered Duty Unpaid) – s dodáním clo neplaceno (ujednané místo určení)
DDU stanoví, že povinností prodávajícího je dát zboží k dispozici kupujícímu na ujednaném místě v zemi, kam bude dovezeno. Také musí nést všechny výlohy a rizika spojená s jeho dopravou, a to i včetně vykládky; výjimkou je platba cla, daní a dalších úředních poplatků, placených při dovozu. Právě ty hradí kupující, který již v zemi dovozu převzetím zboží za něj bude odpovídat. Tato doložka byla v 8. vydání vypuštěna.

## Souhrn termínů Incoterms 2020
Údaje prodávající nebo kupujícího značí, že daný subjekt je odpovědný za poskytnutí služby zahrnuté do ceny. Pokud není pojištění součástí parity, pak odpovědnost za přepravu jde za kupujícím nebo prodávajícím, v závislosti na tom, kdo vlastní zásilku zboží ve chvíli přepravy. V případě parity CFR je to kupující, v případech CIF nebo CIP je to prodávající.
| Incoterm 2020 | Nakládka na auto | Platba vývozního cla | Přeprava do přístavu vývozce | Vykládka z vozu v přístavu původu | Přístavní poplatky v přístavu původu | Nakládka na loď/ letadlo | Přeprava do přístavu dovozce | Pojištění   | Vykládka v přístavu dovozce | Nakládka na auto v přístavu dovozce | Přeprava do místa určení | Celní deklarace, cla a daně | Vykládka v místě určení |
| EXW           | kupující         | kupující             | kupující                     | kupující                          | kupující                             | kupující                 | kupující                     | kupující    | kupující                    | kupující                            | kupující                 | kupující                    | kupující                |
| FCA           | prodávající      | prodávající          | kupující/ prodávající        | kupující                          | kupující                             | kupující                 | kupující                     | kupující    | kupující                    | kupující                            | kupující                 | kupující                    | kupující                |
| FAS           | prodávající      | prodávající          | prodávající                  | prodávající                       | kupující                             | kupující                 | kupující                     | kupující    | kupující                    | kupující                            | kupující                 | kupující                    | kupující                |
| FOB           | prodávající      | prodávající          | prodávající                  | prodávající                       | prodávající                          | prodávající              | kupující                     | kupující    | kupující                    | kupující                            | kupující                 | kupující                    | kupující                |
| CPT           | prodávající      | prodávající          | prodávající                  | prodávající                       | prodávající                          | prodávající              | prodávající                  | kupující    | kupující/ prodávající       | kupující/ prodávající               | prodávající              | kupující                    | kupující                |
| CFR           | prodávající      | prodávající          | prodávající                  | prodávající                       | prodávající                          | prodávající              | prodávající                  | kupující    | kupující                    | kupující                            | kupující                 | kupující                    | kupující                |
| CIF           | prodávající      | prodávající          | prodávající                  | prodávající                       | prodávající                          | prodávající              | prodávající                  | prodávající | kupující                    | kupující                            | kupující                 | kupující                    | kupující                |
| CIP           | prodávající      | prodávající          | prodávající                  | prodávající                       | prodávající                          | prodávající              | prodávající                  | prodávající | kupující/ prodávající       | kupující/ prodávající               | prodávající              | kupující                    | kupující                |
| DPU           | prodávající      | prodávající          | prodávající                  | prodávající                       | prodávající                          | prodávající              | prodávající                  | prodávající | prodávající                 | prodávající                         | prodávající              | kupující                    | prodávající             |
| DAP           | prodávající      | prodávající          | prodávající                  | prodávající                       | prodávající                          | prodávající              | prodávající                  | prodávající | prodávající                 | prodávající                         | prodávající              | kupující                    | kupující                |
| DDP           | prodávající      | prodávající          | prodávající                  | prodávající                       | prodávající                          | prodávající              | prodávající                  | prodávající | prodávající                 | prodávající                         | prodávající              | prodávající                 | kupující                |

## Přechod rizik dle Incoterms 2020
Rizika a náklady nemusí vždy přecházet z prodávajícího na kupujícího ve stejný okamžik.
Pravidla pro námořní a vnitrozemskou vodní přepravu
| Incoterm 2020 | Sídlo prodávajícího | Dopravce    | Přístav původu | Nakládka na palubu | Na palubě | Vykládka v přístavu | Přístav dovozce |
| ------------- | ------------------- | ----------- | -------------- | ------------------ | --------- | ------------------- | --------------- |
| FOB           | prodávající         | prodávající | prodávající    | prodávající        | kupující  | kupující            | kupující        |
| FAS           | prodávající         | prodávající | prodávající    | kupující           | kupující  | kupující            | kupující        |
| CFR           | prodávající         | prodávající | prodávající    | prodávající        | kupující  | kupující            | kupující        |
| CIF           | prodávající         | prodávající | prodávající    | prodávající        | kupující  | kupující            | kupující        |

Pravidla pro všechny druhy přepravy
| Incoterm 2020 | Sídlo prodávajícího | Dopravce    | Přístav původu | Loď         | Přístav dovozce | Terminál    | Místo určení | Vykládka v cílovém místě |
| ------------- | ------------------- | ----------- | -------------- | ----------- | --------------- | ----------- | ------------ | ------------------------ |
| EXW           | prodávající         | kupující    | kupující       | kupující    | kupující        | kupující    | kupující     | kupující                 |
| FCA           | prodávající         | prodávající | kupující       | kupující    | kupující        | kupující    | kupující     | kupující                 |
| CPT           | prodávající         | prodávající | kupující       | kupující    | kupující        | kupující    | kupující     | kupující                 |
| CIP           | prodávající         | prodávající | pojištění      | pojištění   | pojištění       | pojištění   | pojištění    | kupující                 |
| DPU           | prodávající         | prodávající | prodávající    | prodávající | prodávající     | prodávající | prodávající  | kupující                 |
| DAP           | prodávající         | prodávající | prodávající    | prodávající | prodávající     | prodávající | prodávající  | kupující                 |
| DDP           | prodávající         | prodávající | prodávající    | prodávající | prodávající     | prodávající | prodávající  | prodávající              |